# Hohe Straße 51 (Düsseldorf)

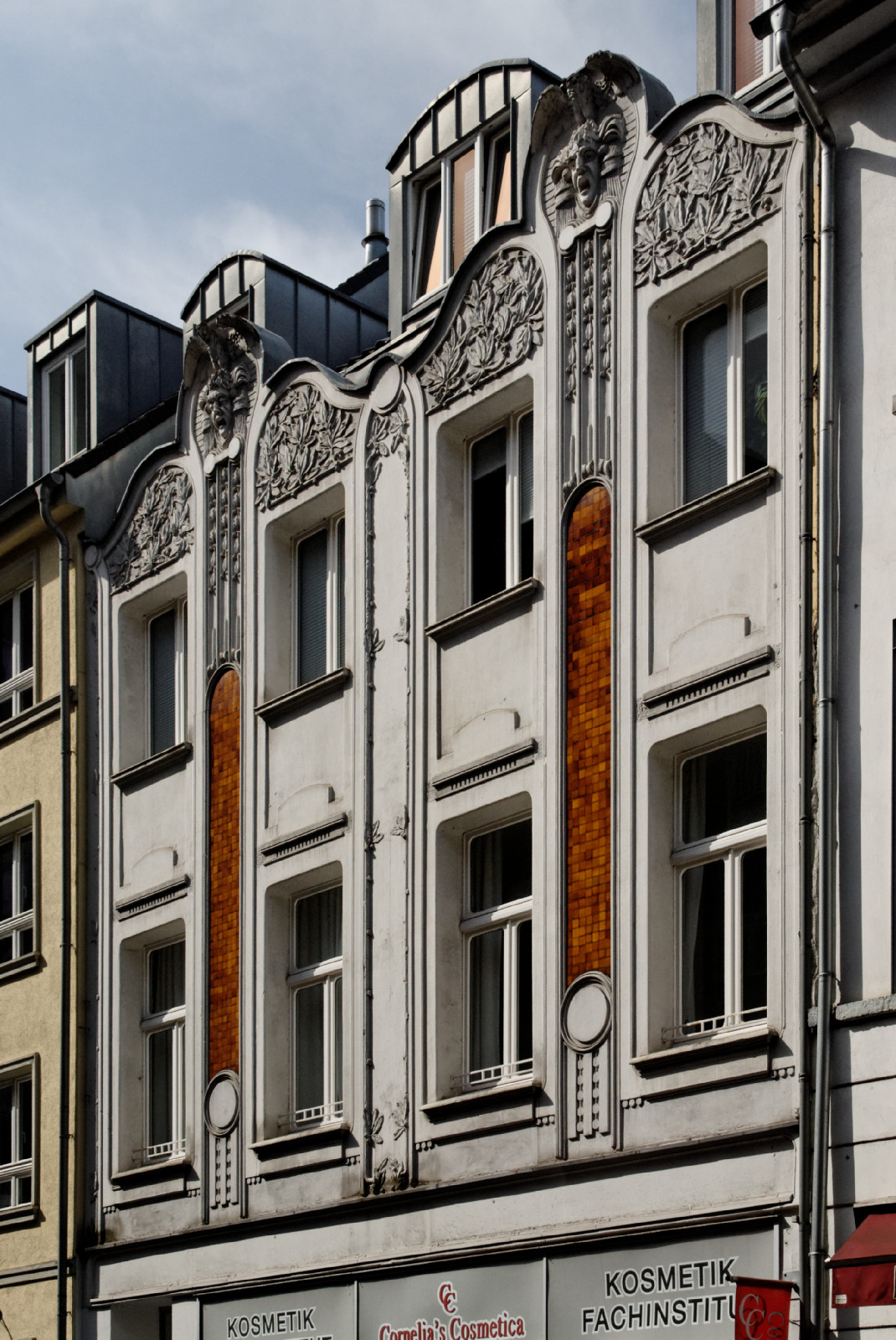
Haus Hohe Straße 51

Das Haus Hohe Straße 51 in Düsseldorf-Carlstadt ist ein denkmalgeschütztes Gebäude mit einer Jugendstilfassade. Das dreigeschossige verputzte Gebäude wurde in der ersten Hälfte des 19. Jahrhunderts erbaut. 1859 wurde ein Hofflügel angebaut, 1878 wurde ein Schaufenster im Erdgeschoss eingebaut. Die Fassade wurde im Jahre 1900 nach Entwürfen des Düsseldorfer Architekten Fritz Niebel im Jugendstil umgestaltet, 1927 wurde das Erdgeschoss erneut verändert, 1939 wurde das Kellergeschoss umgebaut.
Die Jugendstilfassade ist in vier Achsen unterteilt, der Eingang befindet sich links im Gebäude. Die oberen Geschosse zeigen eine betonte vertikale Gliederung. Pflanzliche Ornamente streben zur Traufe empor, die stark geschweift ausgebildet ist. Die Gliederung fasst die Fensterachsen paarweise zusammen. Die Mittelachse eines jeden Paares wird durch eine Fliesenverblendung und an der Traufe durch eine Eule, die auf einer Maske sitzt, betont. Das Haus hat ein Satteldach mit Schleppgaupe.